# Mantorras
Pedro Manuel Torres, mer känd som Mantorras, född 18 mars 1982 i Huambo, är en angolansk före detta fotbollsspelare.

## Karriär

### Klubblagskarriär
Mantorras flyttade som sjuttonåring från hemlandet till den portugisiska klubben FC Alverca. Två år senare köptes han av storklubben Benfica. Han imponerade under sin första säsong i Benfica, då han gjorde 13 mål på 30 ligamatcher, men skadade sig 2002 så allvarligt att han inte kunde spela på två säsonger. Han kom till slut tillbaka till fotbollsplanen säsongen 2004/2005, varpå Benfica förnyade hans kontrakt. Trots att Mantorras efter skadan aldrig erövrade en fast plats i startelvan, delvis på grund av tuff konkurrens och delvis på grund av återkommande skadeproblem, blev han Benfica trogen karriären ut. Han avslutade sin spelarkarriär 2011.

### Landslagskarriär
Mantorras togs ut till Angolas landslags trupp till VM 2006 och han medverkade där i två av de tre gruppspelsmatcherna. Sammanlagt spelade han 33 matcher för landslaget och gjorde fem mål.